# Piper jenkinsii
Piper jenkinsii är en pepparväxtart som beskrevs av C. Dc.. Piper jenkinsii ingår i släktet Piper och familjen pepparväxter. Inga underarter finns listade i Catalogue of Life.